# بخش تسیلنینسکی
بخش تسیلنینسکی (به لاتین: Tsilninsky District) یک منطقهٔ مسکونی در روسیه است که در استان اولیانوفسک واقع شده‌است.